# Маркуца, Павел Андреевич
Павел Андреевич Маркуца (1907 — 1941) — участник Великой Отечественной войны, командир звена 44-го скоростного бомбардировочного авиационного полка Северного фронта, старший лейтенант. Герой Советского Союза (1941).

## Биография
Родился в крестьянской семье. Украинец.
Окончил начальную школу. Работал в кузнице на паровозостроительном заводе в городе Луганске.
В Красной Армии с 1929 года. Окончил полковую и снайперскую школы, в 1935 году — Энгельсскую военную авиационную школу лётчиков. Участник гражданской войны в Испании и советско-финской войны 1939—1940 годов. Учился в Военно-воздушной академии. Член ВКП(б) с 1930 года.
Окончил полковую и снайперскую школы, в 1935 — Энгельсскую военно-авиационную школу летчиков. С группой призывников он уехал на Дальний Восток. Первое боевое крещение комсомолец Павел Маркуца получил в 1929 году, отбивая атаки белогвардейцев и китайцев во время конфликта на КВЖД. С тех пор он навсегда связал свою судьбу с Красной Армией.
В 1931 году он становится членом ВКП(б). Призвание к полетам и клич партии «Комсомол, на самолет!» привели молодого командира–кавалериста в школу военных пилотов. В 1936 году он успешно заканчивает Одесское авиационное училище. После окончания учёбы ему поручают испытание новых боевых машин.
Вместе с группой лётчиков–добровольцев в 1937–1938 годах выполнял особое правительственное задание по подготовке летчиков в интернациональном авиакорпусе под Мадридом, Гвадалахарой, Валенсией.
Летом 1939 года участвовал в [[Бои 6а Халхин-Голе|событиях у реки Халхин–Гол. Позже патрулировал небо над только что освобожденной Западной Украиной, затем вёл воздушные бои с белофиннами, штурмуя «Линию Манненгейма».
Участник Великой Отечественной войны с июня 1941 года.
Будучи командиром звена бомбардировочного авиационного полка старший лейтенант при выполнении боевого задания в июле 1941 года был атакован восемью вражескими истребителями. В ходе воздушного боя сбил одного из них, но и сам был подбит, произвёл посадку на территории противника. Пока гитлеровцы добирались до самолёта, лётчик успел скрыться. В лесу он встретил большую группу бойцов 749-го стрелкового полка, попавших в окружение. Возглавив эту группу бойцов с двумя полковыми знамёнами и вооружением, бесстрашный офицер через неделю вывел её в расположение советских частей. В расположение советских войск прибыло 312 красноармейцев, 122 лошади, обоз из 60 подвод с ранеными бойцами и штабными документами.
За неполные полгода пребывания на фронте выполнил 53 боевых вылета.
Погиб в воздушном бою под Ленинградом 22 ноября (по другим данным – 27 ноября) 1941 года. Похоронен в городе Ленинграде на Шуваловском кладбище.
Жена — Маркуца Мария Демьяновна.

## Память
- В селе Криворожье Миллеровского района Ростовской области установлен бюст Маркуцы.
- В честь Героя названа улица на его родине.
- На заводе, где он работал, установлена мемориальная доска: «В этом цехе работал кузнецом Герой Советского Союза ст. лейтенант Маркуца Павел Андреевич (1904—1941). Пал под Ленинградом»[4].

## Награды
- Указом Президиума Верховного Совета СССР от 22 июля 1941 года за «образцовое выполнение боевых заданий командования на фронте борьбы с немецко-фашистским захватчиками и проявленные при этом мужество и героизм» старшему лейтенанту Маркуце Павлу Андреевичу присвоено звание Героя Советского Союза с вручением ордена Ленина и медали «Золотая Звезда» (№ 545)[5].
- Награждён орденом Красного Знамени.